# Леся Бризгун-Шанта
Леся Бризгун-Шанта (нар. 8 квітня 1920, Перша Чехословацька Республіка – пом. 7 грудня 2011, Торонто, Канада) — українська письменниця, художниця, мистецтвознавиця. Секретар Об'єднання українських письменників «Слово».

## Життєпис
Леся Бризгун народилася 8 квітня 1920 року в містечку Стражське. Дитячі роки минули у м. Гуменному, Пряшівщина, Словаччина. Закінчила середню школу в Братиславі, потім університет. У 1945 р. переїхала до м. Реґенсбург.
Після переїзду до Канади, у 1948 році, мешкала у Гамільтоні. Навчалася на курсах дитячої творчості при Університеті Раєрсон та Джордж Бравн Коледж у Торонтському університеті. Вчителювала у м. Торонто. Потім закінчила бібліотекарські курси про Торонтському університеті, працювала бібліотекарем. Мешкала в Торонто (Канада), перекладала з англійської та французької мов. Членкиня Спілки письменників України. Упродовж багатьох років секретар управи Об'єднання працівників літератури для дітей і молоді ім. Леоніда Глібова.
Померла 7 грудня 2011 року в Торонто.

## Творчість
Автор книжок «Родина бобрів» (1984, 1992), «Родина Качуровських» (1987), «Моя таємниця» (1988), «Мандрівка курчатка-жовтенятка» (1989), «Курчатко-жовтенятко вчиться рідної мови» (1993), «Слава курчатку-жовтенятку» (1990), «На хуторі дядька Марка» (1990), «Галло! Галло! Галло! Отож слухайте» (1992), «Родина Вивірковських» (1997), «Родина Ведмедів» (1998), «Вечірня молитва Галі і Петрика» (2002); повісті «Чорні хмари над золотистим полем» (2005); збірки казок і оповідань «Золотий горішок» (1997).
Окремі видання:
- Бризгун-Шанта Леся. Петрик і осінній вітрик. Казка. Художник Лілія Василишин. Редактор Петро Сорока. — Тернопіль: «Джура», 2002
- Бризгун-Шанта Леся. Моя таємниця. — Торонто: Карпати, 1988. — 182 с.
- Бризгун-Шанта Леся. Родина бобрів. Оповідання з природи. Торонто, 1992 — Канада, 42с., іл.
- Бризгун-Шанта Леся. На хуторі дядька Марка. — Торонто: Карпати, 1990. — 39 с.
- Бризгун-Шанта Леся. Слава курчатку-жовтенятку. — Торонто, 1990. — 39 с.
- Бризгун-Шанта Леся. Чорні хмари над золотистим полем. Повість. -К.: Ярославів Вал, 2005. — 109 с.
- Бризгун-Шанта Леся. XXV — 337: Оповід. для молоді. — Торонто: Карпати, 1991. — 80 с.[5]

## Нагороди, відзнаки
Лауреатка літературних премій імені Лесі Українки (1997), ім. Дмитра Нитченка, ім. Олекси Гірника. Лауреатка літературної премії «Тріумф» (2001).